# Elizabeth Blackadder
Elizabeth Violet Blackadder (Falkirk, Escocia; 24 de septiembre de 1931-Edimburgo, 23 de agosto de 2021) fue una pintora y grabadora británica. Fue la primera mujer en ser elegida tanto para la Real Academia Escocesa como para la Royal Academy of Arts.
En 1962 comenzó a enseñar en el Edinburgh College of Art, donde continuó hasta su jubilación en 1986. Trabajó con diversos medios como la pintura al óleo, la acuarela, el dibujo y el grabado. En sus pinturas y dibujos de naturalezas muertas, consideró cuidadosamente el espacio entre los objetos. También pintó retratos y paisajes, pero su obra posterior contiene principalmente sus gatos y flores con extremo detalle. Su trabajo se puede ver en la Tate Gallery, la Scottish National Gallery of Modern Art y el MoMA de Nueva York, y ha aparecido en una serie de sellos de Royal Mail.
En 2012, fue elegida para pintar la tarjeta de Navidad oficial del primer ministro escocés Alex Salmond.

## Primeros años
Blackadder nació y se crio en el número 7 de Weir Street, Falkirk, la tercera hija de Thomas y Violet Isabella Blackadder. Violet Blackadder se aseguró de que Elizabeth se beneficiara de una serie de prometedoras oportunidades educativas y, decidida a ahorrarle a evitar a su hija las luchas por las que había pasado, convenció a su propio padre para que apoyara la formación de Elizabeth como profesora maestra de ciencias domésticas. El padre de Blackadder murió cuando ella tenía diez años. Su madre murió, a los 89 años, en 1984.
Pasó gran parte de su infancia sola, en parte debido a un gran apetito por la lectura. Durante su adolescencia, Blackadder comenzó a recolectar meticulosamente flores locales, compilando los especímenes mediante prensado y etiquetándolos con sus nombres latinos completos, una fascinación que surgió mucho más tarde en sus pinturas de plantas y flores.

## Educación
Exalumna de Falkirk High School, donó una de sus pinturas a la escuela con motivo de su centenario en 1986. Blackadder recordó el placer que obtuvo de sus clases de arte en particular, pero también disfrutó diseccionar y dibujar plantas como parte de sus estudios de botánica; pasó la mayor parte de su sexto año en el salón de arte del Falkirk High School.
Llegó a Edimburgo en septiembre de 1949 para comenzar la carrera de Bellas Artes, ya casi aprobada, y se graduó con matrícula de honor en 1954. Estudió arte bizantino temprano mientras estaba en la universidad, y una de las influencias más duraderas en su trabajo fue su tutor y prolífico pintor William Gillies. Blackadder pasó el cuarto y el quinto año de su carrera concentrándose en sus exámenes inminentes; fue durante este período que conoció al artista escocés John Houston, quien más tarde se convertiría en su esposo.
El quinto y último año de la licenciatura en Bellas lo pasó en el Edinburgh College of Art, donde investigó durante todo el año para su disertación sobre William MacTaggart. Se graduó en 1954 con el título de primera de su clase y recibió una beca de viaje Carnegie de la Real Academia Escocesa y una beca de posgrado Andrew Grant del Edinburgh College of Art.

## Carrera profesional
En 1954, Blackadder invirtió el dinero de su beca Carnegie en un viaje de tres meses por Yugoslavia, Grecia e Italia, donde se centró en el arte clásico y bizantino. En 1962, su pintura, White Still Life, Easter recibió el premio Gurtrie a la mejor obra de un joven artista en la Real Academia Escocesa. Durante la década de 1960 desarrolló su interés por las naturalezas muertas mientras continuó con su amor por el paisaje pintando paisajes en Francia, España, Portugal y Escocia y adquirió una creciente reputación por sus pinturas de flores, siendo Flores sobre un paño indio un ejemplo notable. En sus viajes a Francia conoció más de cerca al artista Henri Matisse y debido a esta influencia acabó aligerando su paleta.
En la década de 1980 visitó Japón en varias ocasiones y muchas de sus pinturas de la época mostraban la influencia de estos viajes. Visitando por primera vez en 1985 y regresando al año siguiente, el interés de Blackadder en las técnicas y los temas orientales se materializó en una serie de vibrantes óleos y acuarelas que se exhibieron en la Galería Mercury en 1991. Su deseo de evitar la vitalidad técnica de Tokio llevó a Blackadder a los jardines zen de Kioto; en muchos sentidos, su obra representa los principios del zen que dan una importancia primordial a la idea de espacio vacío. Blackadder también viajó a los Estados Unidos. Los recuerdos de sus viajes aparecen en muchas de sus pinturas.
En 1985 comenzó a trabajar en Glasgow Print Studio luego de haber sido invitada a realizar grabados allí. Trabajó con maestros grabadores desde ese momento hasta alrededor de 2014, dedicándose principalmente a la producción de aguafuertes y serigrafías con algunas litografías y xilografías. Su temática estuvo dominada por los gatos y las flores, pero también incluyó imágenes de viajes por Europa y Japón.

## Honores
Blackadder fue la primera mujer en ser académica tanto de la Real Academia de las Artes de Londres como de la Real Academia Escocesa.
En 1982 recibió la Orden del Imperio Británico por su contribución al arte que fue promovida a Dama del Imperio Británico en 2003.
En 2001 fue nombrada «Pintora y Estilista de Su Majestad en Escocia».
Junto con un título honorario de la Universidad Heriot-Watt en 1989, Blackadder ha sido galardonada con doctorados honorarios de al menos otras tres universidades.

## Vida personal
En 1956 se casó con el pintor John Houston, que murió en 2008.

## Muerte
Murió en su casa en Edimburgo el 23 de agosto de 2021, a los ochenta y nueve años.

## Exposiciones

### Exposiciones individuales
- 57 Gallery, Edinburgo, 1959
- The Scottish Gallery, Aitken Dott, Edinburgo, 1961
- Mercury Gallery, Londres, 1965
- The Scottish Gallery, Aitken Dott, Edinburgo 1966
- Thames Gallery, Eton, 1966 Mercury Gallery, Londres, 1967
- Reading Art Gallery and Museum, 1968
- Lane Art Gallery, Bradford, 1968
- New Paintings, Mercury Gallery, Londres, 1969
- Vaccarino Gallery, Florencia, 1970
- Scottish Arts Council Retrospective Touring Exhibition; Edinburgo, Sheffield, Aberdeen, Liverpool, Cardiff, Londres, 1981–1982
- Theo Waddington Gallery, Toronto, Canadá, 1982
- New Paintings, Mercury Gallery, Londres, 1988
- Elizabeth Blackadder, Aberystwth Arts Centre,1989, the Gardener Centre, Brighton, 1989, Oriel Bangor Art Gallery, 1989
- New Oils and Watercolours, Mercury Gallery, Londres, 1991
- New Work, Oils and Watercolours, Mercury Gallery, Londres 1993
- New Oils and Watercolours, Mercury Gallery, Londres, 1996
- Elizabeth Blackadder, Mercury Gallery, Londres, 1999
- Paintings, Prints and Watercolours 1955-2000, Talbot Rice Gallery, Edinburgo, 2000

### Exposiciones colectivas seleccionadas[23]
- Contemporary Scottish Painting, Toronto, Canadá 1961
- Fourteen Scottish Painters, Commonwealth Institute, Londres, 1963-1964
- Three Centuries of Scottish Painting, National Gallery of Canada, Ottawa, 1968
- The Edinburgh School, Edinburgh College of Art, 1971
- Edinburgh Ten 30, Scottish Arts Council Exhibition touring Wales, 1975
- British Paintings 1952-1977, Royal Academy, Londres, 1977
- Painters in Parallel, Scottish Arts Council, Edinburgh College of Art, 1978
- Scottish Paintings and Tapestries, Offenburg, Alemania del Oeste, 1979
- The British Art Show, Arts Council of Great Britain touring exhibition, 1980
- Master Weavers, Dovecot Studios' Tapestries, Scottish Arts Council, Edinburgo, 1980
- Six Scottish Painters, Graham Gallery, Nueva York, 1982
- Portraits on Paper, Scottish Arts Council, 1984
- One of a Kind, Glasgow Print Studio, 1985
- Still-Life, Harris Museum, Preston, 1985
- Scottish Landscapes, Galería nacional de Brazil, Río de Janeiro, 1986
- The Flower Show, Stoke-on-Trent Art Gallery, touring show, 1986
- Flowers of Scotland, Fine Art Society, Glasgow Scottish Art Since 1900, Scottish National Gallery of Modern Art
- Images of Paradise, Rainforest Fund, 1988
- Within These Shores, a selection of works from the Chantrey Bequest, Graves Art Gallery, Sheffield, 1989
- Scottish Monotypes, Glasgow, Print Studio Salute to Turner, National Trust, Londres, 1990
- Brush to Paper, 3 Centuries of British Watercolours, Aberdeen Art Gallery touring exhibition, 1991
- Writing on the Wall, Tate Gallery, Londres, 1993
- The Line of Tradition, National Gallery of Scotland, 1993
- Celebration, Hunterian Art Gallery, Universidad de Glasgow, 1999
- Liberation and Tradition, Scottish Art 1963-1975, Aberdeen Art Gallery, McManus Gallery, Dundee, 1999